# Rex 84
 (avril 2013).
Si vous disposez d'ouvrages ou d'articles de référence ou si vous connaissez des sites web de qualité traitant du thème abordé ici, merci de compléter l'article en donnant les références utiles à sa vérifiabilité et en les liant à la section « Notes et références ».
 (avril 2013).
- Si vous ne connaissez pas le sujet, laissez ce bandeau (vous pouvez alors contacter les auteurs).
- Si vous supprimez le contenu mis en cause (vous pouvez préalablement contacter les auteurs),

argumentez précisément cette suppression dans la page de discussion
(un manque de référence n'est pas un argument ; une recherche réelle de référence doit avoir été effectuée, être formellement documentée).
Rex 84, diminutif de Readiness Exercise 1984 est un plan du gouvernement des États-Unis visant à suspendre la constitution, les libertés et emprisonner les citoyens américains sans réelles raisons apparentes sous ordre arbitraire de la part du Président américain.

## Description
Selon l'universitaire Diana Reynolds :

« Le plan Rex-84 Alpha Explan (Readiness Exercise 1984, Exercise Plan ; aussi connu comme une continuité du plan gouvernemental), indique que la FEMA en association avec 34 départements et agences fédérales, ainsi que d'autres nations de l'OTAN, ont mené un exercice civil de préparation entre le 5 et le 13 avril 1984. Celui-ci a été conduit en coordination et simultanément à un exercice entre états-majors (Joint Chiefs exercise), Night Train 84, un exercice militaire mondial de commandement (incluant les forces continentales des États-Unis ou « CONUS ») basé sur des scénarios d'urgences multiples en opérant tant sur le territoire qu'à l'étranger. Dans cet exercice combiné, le projet Rex-84 Bravo, la FEMA et la DOD ont dirigé les autres agences fédérales et les départements incluant la Central Intelligence Agency, le Secret Service, le département du Trésor, le Federal Bureau of Investigation, et le département des Anciens combattants des États-Unis à travers des simulations conçues pour tester l'assistance militaire de la défense civile. »

« Les exercices anticipaient des désordres civils, des manifestations majeures et des grèves qui affecteraient la continuité du gouvernement et/ ou la mobilisation de ressources. Pour combattre les activités subversives, autorisation était donnée aux militaires de mettre en œuvre un gouvernement et ordonner des mouvements de populations civiles, au niveau de l'État et au niveau régional, ainsi que l'arrestation de certains segments non identifiés de la population et l'imposition de la loi martiale [...] »

L'existence d'un plan de contingent militaire, « Garden Plot » et des exercices similaires, « Lantern Spike », ont été originellement révélés par le journaliste Ronald Ridenhour, qui résumait le projet dans un article : « Garden Plot and the New Action Army ».
Le projet Rex 84 a été mentionné dans les audiences de l'affaire Iran-Contra en 1987. Le Miami Herald, écrit à cette occasion, le 5 juillet 1987 :

« Le lieutenant-colonel Oliver North et l'Agence fédérale des situations d'urgence (FEMA) [...]
ont élaboré un plan d'urgence prévoyant la suspension de la Constitution, imposant la loi martiale et autorisant les commandements militaires à prendre la tête de l'État et des gouvernements locaux et à détenir les dissidents et les réfugiés centre-américains lors d'une crise nationale »

Les faits concernant le projet Rex 84 et d'autres plans d'urgence planifiant des exercices de préparation — et les menaces potentielles qu'elles posent aux libertés civiles si elles sont mises en application dans une opération réelle — sont prises au sérieux par des universitaires et les défenseurs des libertés publiques,.
Des exercices similaires au projet Rex 84 arrivent régulièrement. Des plans pour rassembler un grand nombre de personnes aux États-Unis en temps de crise ont été élaborés pendant des périodes d'accroissement de la répression politique, comme le Palmer Raids et le maccarthisme.
Par exemple, de 1967 à 1971 le FBI a tenu une liste de plus de 100 000 personnes à détenir comme subversifs, faisant double emploi avec la liste « ADEX ». Cette liste contenait de nombreux leaders syndicaux, des universitaires et des figures publiques de l'époque.
En 2008, pour la première fois, une unité militaire d'active a été dédiée par l'État à l'endiguement de troubles civils. Elle a été assignée au Northcom, une autorité établie en 2002 pour commander et contrôler les efforts de défense du territoire fédéral et coordonner les moyens de défense des autorités civiles.